# 親密的雷普利
《親密的雷普利》（：／）為韓國KBS 2TV預計自2025年9月22日起播映的日日電視劇，由孫石鎮執導、李道賢編劇，李詩雅、李壹花、李丞涓、薛正煥、韓基雄、李孝娜主演。劇集講述以婆媳關係重逢的母女雷普利，為了爭奪財閥家而展開謊言戰爭，上演既可恨又催人淚下的人生逆轉奮鬥記。

## 製作
2025年7月28日，SPOTV新聞報導KBS 2TV新日日電視劇《親切的雷普利》（친절한 리플리）預計於9月接檔《女王之家》，並由李詩雅、薛正煥、韓基雄主演。劇集講述透過謊言成為財閥家兒媳婦的女人，發現婆婆正是拋棄自己的母親後，誓言展開復仇的故事。
8月6日，公布《親密的雷普利》（친밀한 리플리）由孫石鎮導演、李道賢編劇，由Neo娛樂（네오엔터테인먼）、Studio Bom（스튜디오 봄）製作，而曾演出李道賢創作之《家族的秘密》、《秘密與謊言》的李壹花，將與李詩雅扮演母女，並敲定於9月22日開播。8月8日，薛正煥、韓基雄確定出演，這是他們各自時隔1年、2年回歸KBS。8月13日，宣布「時代的偶像」李丞涓時隔6年回歸KBS日日劇，攜手從100比1的試鏡中脫穎而出的李孝娜，扮演極惡的反派母女；其他參演演員還包括崔鐘煥、朴哲浩、尹志淑等。

## 演員與角色
- 李詩雅飾演車正媛[1]

為了報復誣陷父親殺人、拋棄自己的生母，而展開危險又虛假的人生。繼承了母親的繪畫、設計天分，但因殺人犯的女兒這個烙印，而過著悲慘的生活，因此透過謊言，過上財閥家千金的人生。
- 李壹花飾演韓慧羅[1]

建鄉集團會長的新夫人兼副會長，正媛的婆婆，也是正媛的生母。與年輕時因貧困而拋棄的初戀重逢後，為了追求自身慾望，而斬斷天倫、拋家棄女。面對為了向自己復仇，而展開危險的謊言人生的女兒，陷入糾結。
- 薛正煥飾演朱天空[6]

王冠資本的兒子，正媛朋友的異母哥哥。與生母死別後，和繼母再婚的父親也在充滿疑點的情況下逝世，他背負著如此的傷痛活著。幼時對正元一見鐘情，但沒有勇氣告白。分道揚鑣後，他對任何女人來者不拒，而得卡薩諾瓦的花名。當正媛的謊言人生陷入危殆時，毫無私心地幫助了正媛，展現出沉穩、柔情的一面。
- 韓基雄飾演陳世訓[6]

慧羅的繼子，財閥建鄉家的繼承人。擁有優越的外貌、溫暖的內心又才華洋溢，但也有著世上唯我獨尊的狂妄面貌。留學途中，忽然解除6個月的婚約，回家後引起軒然大波。遇見正媛後，不由自主地迷戀上她。
- 李丞涓飾演孔丹淑[7]

天空的繼母。從身為明洞知名私債業者的父親那，習得生錢的手腕，並擁有天生華麗的外貌、異於常人的執拗以及令人生畏的惡毒氛圍。認為錢比愛情重要，慾望與事業也比母愛重要，於是用謊言包裝母愛。同時，她利用正媛，來擄獲建鄉家的繼承人。
- 李孝娜飾演朱盈彩[7]

丹淑的女兒，只要是自己想要的，就算用搶的也要得到手，同時也是讓朋友正媛的謊言人生成真的推手。儘管烙印著殺人犯女兒的紅字，正媛仍舊堂堂正正，令她心生嫉妒，而陷正媛於不義和危機之中。她利用正媛，來避免和世訓結婚，但當世訓真的愛上正媛後，卻怒不可遏，甚至連母親也視正媛優先於她，於是她萌生了一個危險的計劃。
- 崔鐘煥飾演陳泰錫[7]

慧羅的丈夫，建鄉集團會長。表面看似紳士又聰明的企業家，實則隱藏著冷酷的性格。
- 朴哲浩飾演車基範[7]

正媛的父親，背負著殺人污名，並遭慧羅拋棄。
- 尹志淑飾演趙美香[7]

視困苦時期解救自己的基範為初戀，當基範背負殺人污名後，視如己出般地照料正媛，填補了慧羅的空缺。

## 收視率
| 集數 | 播出日期      | 尼爾森全國收視率 | 尼爾森全國收視率 | 尼爾森首都圈收視率 | 尼爾森首都圈收視率 |
| 集數 | 播出日期      | 家庭戶比例       | 人數（百萬）     | 家庭戶比例         | 人數（百萬）       |
| ---- | ------------- | ---------------- | ---------------- | ------------------ | ------------------ |
| 1    | 2025年9月22日 | 待定             | 待定             | 待定               | 待定               |

## 外部連結
- Daum上《親密的雷普利》的資料

| KBS 2TV 日日劇              | KBS 2TV 日日劇                  | KBS 2TV 日日劇 |
| --------------------------- | ------------------------------- | -------------- |
|                             | 親密的雷普利 （2025年9月22日—） |                |
| 女王之家 （2025年4月28日—） | —                               |                |